# Gabrielle Jordão Portilho
Gabrielle Jordão Portilho, meglio nota come Gabi Portilho e citata anche come Gabrielle (Brasilia, 18 luglio 1995), è una calciatrice brasiliana, centrocampista del Gotham e nella nazionale brasiliana.

## Biografia
Gabi Portilho nasce e cresce con i genitori Sued e Verônica a Guará, nel Distretto Federale, alle porte della Capitale Brasilia, mostrando interesse per il calcio fin da ragazzina. Incoraggiata dal padre inizia a giocare per strada dall'età di 7 anni, e attraverso varie esperienze in squadre locali arrivare a farsi notare nell'attività al Colégio Notre Dame (Asa Sul) dove studiava.

## Carriera

### Club
Inizia così la sua carriera, prima giocando in squadre del Distretto Federale, nel Fut Art per poi trasferirsi al Fluminense, per spostarsi poi nello stato di Santa Catarina vestendo le maglie di Olympia, Jaraguá e Joinville. Nel 2011 si accasa al Muller, giocando nel Campionato Catarinense femminile, con il quale in quell'anno segna 6 gol in 8 partite. L'anno successivo passa all'Olympia mettendosi in luce per le sue capacità realizzatrici, 22 reti su 10 presenze, risultato che le vale il secondo posto nella classifica dei capocannonieri del campionato di calcio femminile Catarinense 2012.
il 23 dicembre 2012 viene annunciato il suo trasferimento al Kindermann con il quale affronta il suo primo campionato brasiliano di categoria, da quell'anno diventato professionistico, nel livello di vertice, l'A1. Ha esordito in campionato il 18 settembre 2013, nella sconfitta casalinga per 2-1 con il Foz Cataratas. Rimasta con il club di Caçador anche la stagione successiva, Gabi Portilho ha segnato il suo primo gol in campionato il 18 settembre 2014, siglando al 39' la seconda delle reti con le quali la sua squadra si impone per 4-0 sul Vasco da Gama, totalizzando a fine torneo 13 presenze con 5 reti e condividendo con le compagne il secondo posto dietro al Ferroviária.
Per la stagione 2015 cambia nuovamente club, firmando un accordo con il São José di São José dos Campos, nello stato di San Paolo. Oltre al campionato paulista gioca anche il campionato nazionale, scendendo in campo in 8 dei 12 incontri della prima fase e siglando 4 gol in una sola partita, nel secondo turno della competizione, nella vittoria sul Mixto per 10-0, e poi nei due doppi confronti di semifinale e finale, condividendo con le compagne la delusione della sconfitta in aggregato con il Rio Preto. Il tecnico Emily Lima tuttavia ritiene di non utilizzarla in Coppa Libertadores. Rimane una seconda stagione, per lei 12 presenze e 3 reti, con la squadra che, guidata ancora da Murcio Oliveira, conquistata l'accesso alla fase finale, viene eliminata dal torneo in semifinale nuovamente dal Rio Preto.
Nell'estate 2016 coglie l'occasione per disputare il suo primo campionato all'estero, trasferendosi in Europa, al Madrid CFF, per la stagione 2016-2017 iscritto alla Segunda División, secondo livello del campionato spagnolo femminile di calcio. La sua esperienza europea tuttavia si rivela complicata per l'iniziale difficoltà di adattamento alle dinamiche della nuova squadra, per poi essere completamente compromessa da un grave infortuno al ginocchio, la rottura parziale del legamento crociato anteriore, che la costringe a disertare completamente il campionato, togliendole la soddisfazione di festeggiare sul campo la promozione della squadra madrilena in Primera División. Il lungo periodo di riabilitazione e dissapori con il club, la convincono a fare ritorno in Brasile senza aver marcato alcuna nuova presenza.
Per la stagione 2018 firma per il suo vecchio club São José e a disposizione del nuovo tecnico Cleber Arildo è nuovamente impegnata sia nel campionato paulista che nel campionato nazionale di A1. In quest'ultimo marca 12 presenze, partendo 5 da titolare, con una sola rete, con la squadra che, giunta al 5º posto del gruppo 1, interrompe la corsa in campionato già alla prima fase.
A inizio 2019 si trasferisce all'Audax, giocando per il club di Osasco per tutta la prima parte della stagione, oltre che nel campionato paulista, nel campionato di A1, da quell'anno a girone unico, dove superato lo scoglio della prima fase viene eliminato dal Corinthians ai quarti di finale; in quel periodo Gabi Portilho realizza una rete su 15 presenze nel campionato nazionale. Terminati gli impegni con l'Audax si trasferisce al 3B da Amazônia, club di Manaus che quell'anno aveva disputato l'A2 nazionale (secondo livello), con il quale conclude l'anno aiutando la sua squadra a vincere il suo primo Campionato Amazonense di categoria segnando 10 gol su 8 incontri.
Il 13 gennaio 2020 viene annunciato il suo arrivo al Corinthians, iniziando un sodalizio che si rivelerà il più ricco di titoli nella sua carriera calcistica. Alla guida tecnica di Arthur Elias, alla prima stagione con il club di San Paolo vince sia il campionato paulista che quello nazionale di A1, debuttando in Coppa Libertadores 2020 dove gioca i primi 4 dei 6 incontri in programma e la sua squadra giunge terza vincendo la finalina sull'Universidad de Chile.
Il 4 settembre 2024 viene inserita nella lista delle trenta candidate al Pallone d'oro femminile.

## Palmarès

### Competizioni nazionali
- Campionato spagnolo di seconda divisione: 1

Madrid CFF: 2016-2017
- Campionato brasiliano: 4

Corinthians: 2020, 2021, 2022, 2023
- Supercoppa del Brasile: 3

Corinthians: 2022, 2023, 2024

### Competizioni statali
- Campionato Paulista: 2

Corinthians: 2020, 2021
- Coppa Paulista: 1

Corinthians: 2022.

### Competizioni internazionali
- Coppa Libertadores: 2

2021, 2023

### Nazionale
- Argento olimpico: 1

Parigi 2024
- Copa América Femenina: 1

2022